# Xylopteryx elongata
Xylopteryx elongata är en fjärilsart som beskrevs av Claude Herbulot 1984. Xylopteryx elongata ingår i släktet Xylopteryx och familjen mätare. Inga underarter finns listade i Catalogue of Life.